# ديفون ووكر
ديفون ووكر (بالإنجليزية: Devon Walker)‏ هو لاعب كرة قدم أمريكية أمريكي، ولد في 29 نوفمبر 1990 في نيو أورلينز في الولايات المتحدة.